# Dorylus congolensis
Dorylus congolensis är en myrart som beskrevs av Santschi 1910. Dorylus congolensis ingår i släktet Dorylus och familjen myror. Inga underarter finns listade i Catalogue of Life.